# Stoomstroopfabriek (Borgloon)

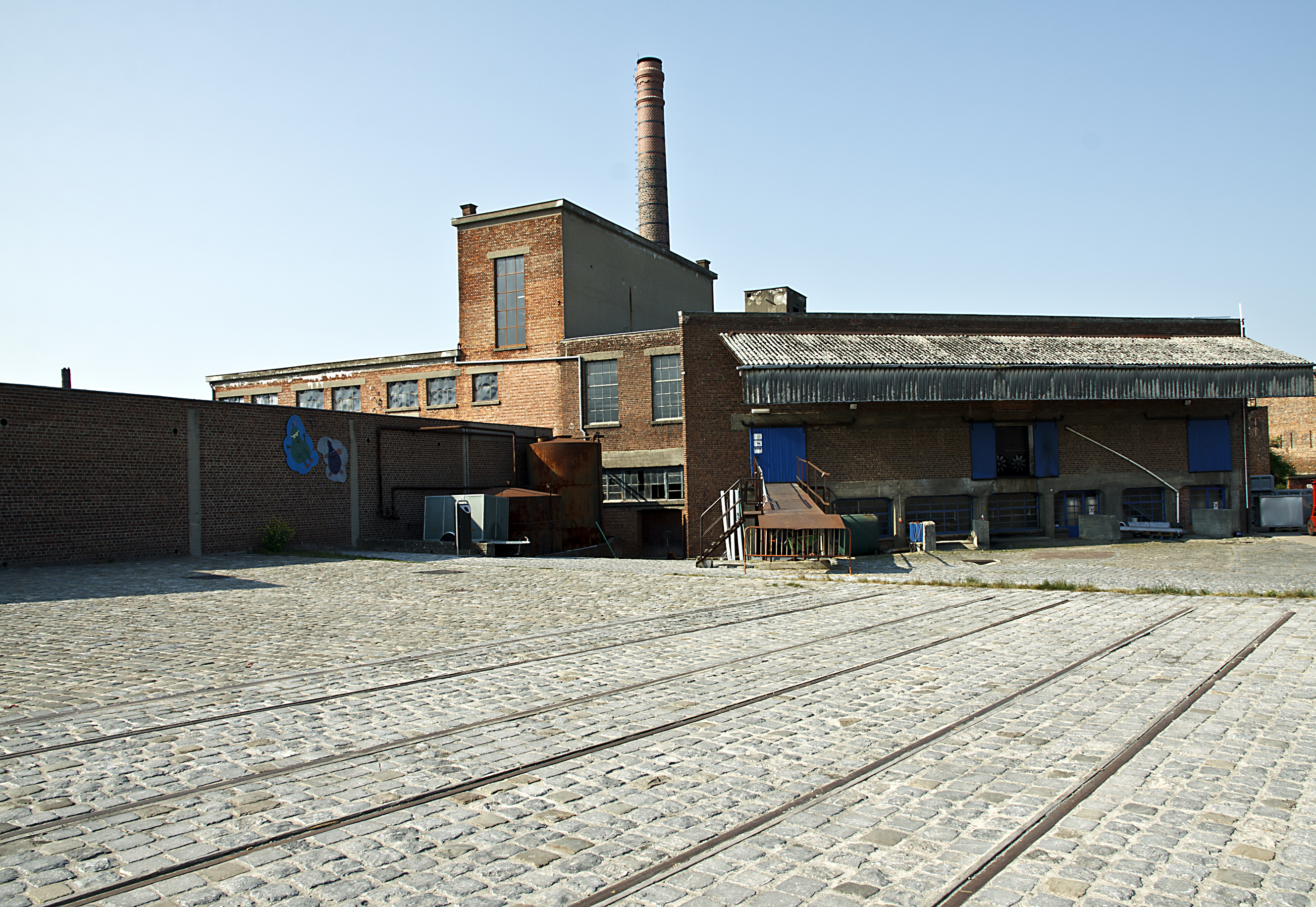
Stroopfabriek Wijnants-Groenendaels

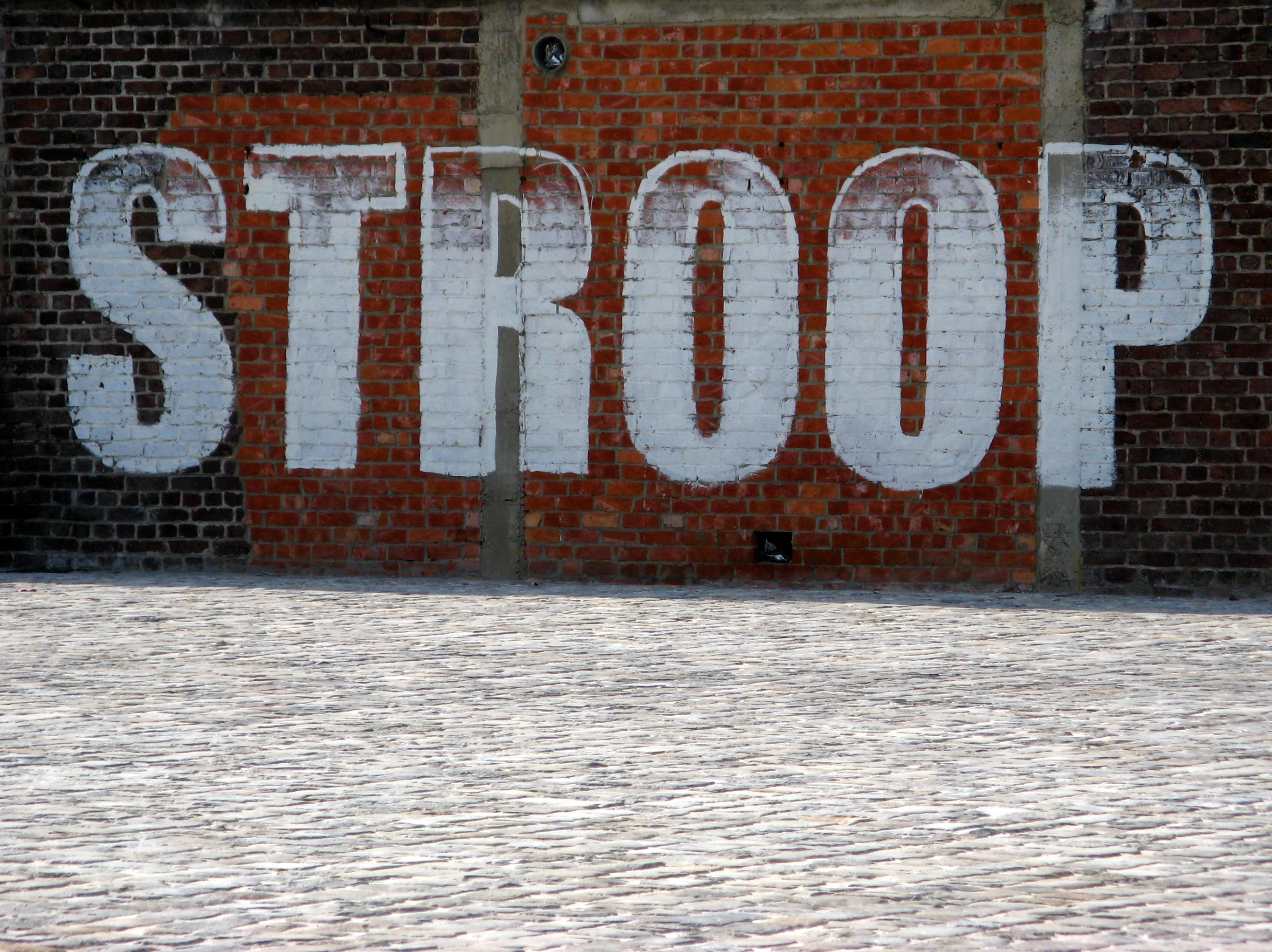
Muur in de stoomstroopfabriek in Borgloon

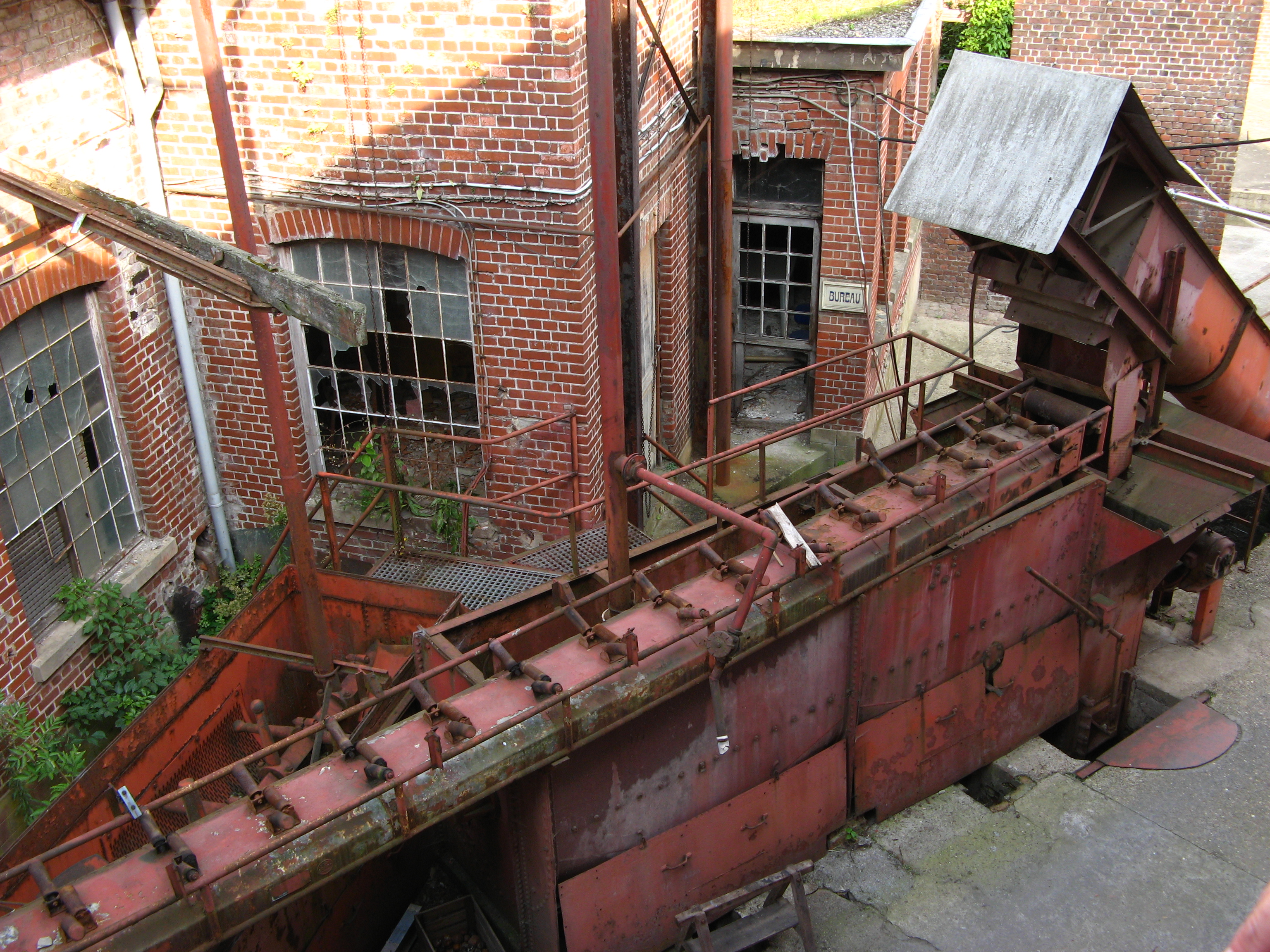
Transportband in de stoomstroopfabriek in Borgloon

De Stoomstroopfabriek is een complex van drie voormalige stroopfabrieken in de Belgische plaats Borgloon (provincie Limburg). Twee ervan zijn naast elkaar gelegen. Iets ten noorden daarvan is een derde fabriek gesitueerd. De gebouwen zijn aangemerkt als beschermd industrieel monument.

## Stoomstroopfabriek Wijnants-Lowette
De stoomstroopfabriek Wijnants-Lowette bevindt zich aan de Stationsstraat.
De fabriek werd gesticht door Guillaume Wijnants welke in 1878 grond voor dat doel aankocht. In 1898 kwam er een stoommachine en in 1899 een stoomgenerator. In 1901 werd het oude magazijn afgebroken en bouwde men silo's van baksteen. In 1907 werd een magazijn gebouwd, en in 1910-1911 kwam er een stoomketel. Het kantoor dateert van 1912. In 1927 was er sprake van een fabrieksschoorsteen. In 1939 werd de fabriek nogmaals vergroot om in 1952 te fuseren met de stroopfabriek van Lowette te Bommershoven. Zo ontstond de firma Wijnants-Lowette. Er werkten 18 arbeiders in 1950.
Begin jaren 60 van de 20e eeuw werd de stroopfabricage beëindigd. De gemeente Borgloon kocht de gebouwen en vestigde er haar technische dienst in. In 1982 werd de schoorsteen gesloopt.

## Stoomstroopfabriek Wijnants-Groenendaels
De stoomstroopfabriek Wijnants-Groenendaels bevindt zich aan Stationsstraat.
Deze fabriek werd opgericht in 1879, en in 1888 werd ze voorzien van een stoommachine. In 1898 werd een magazijn gebouwd, dat in 1912 werd vergroot. In 1919 werd de schoorsteen gebouwd en kwam ook het kantoor gereed. In 1924 werd de fabriek aangesloten op de tramweg van Hasselt naar Oerle. Tot de inventaris behoorden onder andere perspompen, raffineerapparaten, sapvergaarbakken, koelruimten en magazijnen.
In 1928 werd de fabriek vergroot en in 1948 werd ze nog uitgebreid met een kuiperij voor houten vaten. In 1959 werkten er 23 arbeiders. Daarna liep het aantal arbeiders terug tot drie in 1984. In 1988 werd het bedrijf stopgezet. Schoorsteen en productie-installatie bleven bewaard. De gebouwen raakten in verval, maar werden in 2009 gerestaureerd. Sindsdien kan de fabriek door het publiek bezocht worden en wordt er ook weer stroop gemaakt.
De fabriek kwam in 2007 in de bekendheid toen ze winnaar werd van de Monumentenstrijd.

## Stroopfabriek Meekers-Poncelet
De stroopfabriek Meekers-Poncelet bevindt zich aan Sittardstraat. Ze werd opgericht in 1883, en in 1896 werd een loods bijgebouwd. In 1920 werd ook een kantoor gebouwd. In de jaren 1940 werkten er ongeveer 20 arbeiders, maar in de fruit- en bietentijd liep dit op tot 100. In 1977-1978 werd het bedrijf gesloten. De huidige gebouwen dateren van 1937. De schoorsteen is nog aanwezig, maar de machinerie is verdwenen. De bakstenen gevel heeft in gele baksteen het opschrift: Siroopfabriek MPF Fabrique de Sirop/Jean Meekers.
Na 2015 kreeg de oude stroopfabriek een nieuwe bestemming. Het werd woon- en zorgcampus. Op de site van 16 600 m² werden onder meer erkende assistentiewoningen, een lokaal dienstencentrum, grand café, toeristische infrastructuur en aangepaste wooneenheden voor andersvaliden gecreëerd.